# Leuconitocris buettneri
Leuconitocris buettneri é uma espécie de escaravelho da família Cerambycidae.  Foi descrito por Hermann Julius Kolbe em 1893.

## Subespécie
- Leuconitocris buettneri buettneri (Kolbe, 1893)
- Leuconitocris buettneri seminigrofemoralis (Breuning, 1951)